# Вісник Тернопільського національного технічного університету
«Вісник ТНТУ» — науковий журнал в галузі технічних наук, який видає Тернопільський національний технічний університет імені Івана Пулюя. Заснований у 1996 році. Журнал зареєстровано ВАК України як фахове видання з технічних наук. Журнал виходить 4 рази на рік. Згідно наказів Міністерства освіти і науки України № 1301 від 15.10.2019 та № 1643 від 28.12.2019 науковому фаховому журналу «Вісник ТНТУ» присвоєна категорія «Б». Приймає до друку наукові праці за спеціальностями:
121 — Інженерія програмного забезпечення
122 — Комп'ютерні науки та інформаційні технології
123 — Комп'ютерна інженерія
124 — Системний аналіз
125 — Кібербезпека
131 — Прикладна механіка
132 — Матеріалознавство
133 — Галузеве машинобудування
134 — Авіаційна та ракетнокосмічна техніка
136 — Металургія
152 — Метрологія та інформаційно-вимірювальна техніка
192 — Будівництво та цивільна інженерія
До друку приймаються статті з результатами власних оригінальних досліджень, що мають наукову і практичну значущість і не публікувалися досі. До друку не приймаються суто оглядові статті. Обсяг статті 5-10 сторінок формату А4 разом з таблицями та рисунками. 
Журнал (ISSN: 2522-4433) був індексований в списку наукових журналів ICI Journals Master List 2016, 2017, 2018, 2019. Статті журналу індексуються у науково-метричних базах Index Copernicus та Google Scholar.
DOI: 10.33108/visnyk_tntu

## Редакція
- Ясній Володимир Петрович — головний редактор
- Кречковська Галина Василівна  — заступник головного редактора
- Окіпний Ігор Богданович — відповідальний секретар
- Редакційна колегія:

Олександр Андрейків, Віктор Барановський, Тетяна Вітенько, Володимир Дзюра, Микола Карпінський, Василь Кривень, Роман Кушнір, Вячеслав Ловейкін, Сергій Лупенко, Олег Ляшук, Василь Марценюк, Зіновій Назарчук, Григорій Никифорчин, Михайло Паламар, Олег Пастух, Михайло Петрик, Павло Попович, Роман Рогатинський, Петро Стухляк, Георгій Сулим, Богдан Яворський.
- Міжнародна редакційна колегія:

Антоні Свік, Ґай Плювінаж, Єжи Калета, Жак Фресад, Кейо Ма Смедлі, Тадеуш Лаґода, Тону Лехтла, Юрій Лапуста, Яковелло Франческо, Ігор Варфоломєєв, Лівіу Марсавіна, Томаш Вухерер, Желько Божич, Атул Бхаскар.